# Fernandezina jurubatiba
Espèce
Fernandezina jurubatiba est une espèce d'araignées aranéomorphes de la famille des Palpimanidae.

## Distribution
Cette espèce est endémique de l'État de Rio de Janeiro au Brésil,. Elle se rencontre à Macaé à 30 m d'altitude dans le parc national de la Restinga de Jurubatiba.

## Description
Le mâle holotype mesure 1,87 mm et la femelle paratype 2,51 mm.

## Étymologie
Son nom d'espèce lui a été donné en référence au lieu de sa découverte, le parc national de la Restinga de Jurubatiba.

## Publication originale
- Castro, Baptista, Grismado & Ramírez, 2015 : New species and records of Otiothopinae from the Southern Atlantic Rainforest, with notes on the claw tufts in Fernandezina Birabén (Araneae: Palpimanidae). Zootaxa, no 4012(3), p. 465-478.